# Сангай (национальный парк)
Санга́й — национальный парк в Эквадоре, расположенный в провинциях Морона-Сантьяго, Чимборасо и Тунгурауа, к югу от Кито, столицы страны. На территории парка находятся два действующих вулкана (Тунгурауа и Сангай) и один потухший (Алтар); экосистемы парка изменяются от влажных тропических лесов до ледников.
Площадь парка составляет 5177,65 км², высота его рельефа над уровнем моря варьируется от 1000 до 5319 м. Территория будущего парка была объявлена заповедником 16 июня 1975 года, 26 июля 1979 года стала национальным парком. ЮНЕСКО в 1983 году включила 2719,25 км² территории парка в список Всемирного наследия. В 1992 году парк был отнесён в список Всемирного наследия, находящегося под угрозой, из-за браконьерства, обширного выпаса скота, нелегального строительства дорог и освоения территорий вокруг парка, однако был удалён из этого списка в 2005 году.

## География и климат
В плане геоморфологии парк делится на три области. В восточной части расположены широкие равнины, высота которых колеблется от 800 до 1300 м над уровнем моря. В некоторых из них, которые «молоды» с геологической точки зрения, имеются ручьи и долины, тогда как «старые» имеют каньоны глубиной до 200 м. Западные холмы имеют вершины с высотами от 1000 до 2000 м над уровнем моря. Восточные холмы представляют собой традиционный горный пейзаж Анд, характеризующийся крутыми склонами, большим количеством скал и пиков и высотами от 2000 до 5000 м над уровнем моря и более. Андские холмы, в свою очередь, делятся на три подзоны: нижняя область, не подвергавшаяся оледенению, расположенная выше область, сформированная ледниками, и вулканическая область, образовавшаяся из большого количества лавы и вулканического пепла в результате извержений в период плейстоцена и позднее. В этой области расположены два активных вулкана — Тунгурауа высотой 5016 м и Сангай высотой 5140 м. Потухший вулкан Алтар высотой 5319 м является самой большой вершиной на территории парка. Реки на территории парка несут свои воды в восточном направлении и впадают в бассейн Амазонки. Скорость течения рек в парке высокая по причине крутых склонов и большого количества осадков. Это приводит к эрозии и высокой скорости выветривания почв, хотя эффект несколько сглаживается густотой лесов. В парке насчитывается более 320 лагун и мелких водоёмов, крупнейшим из которых является лагуна Кубиллина площадью 5,25 км².

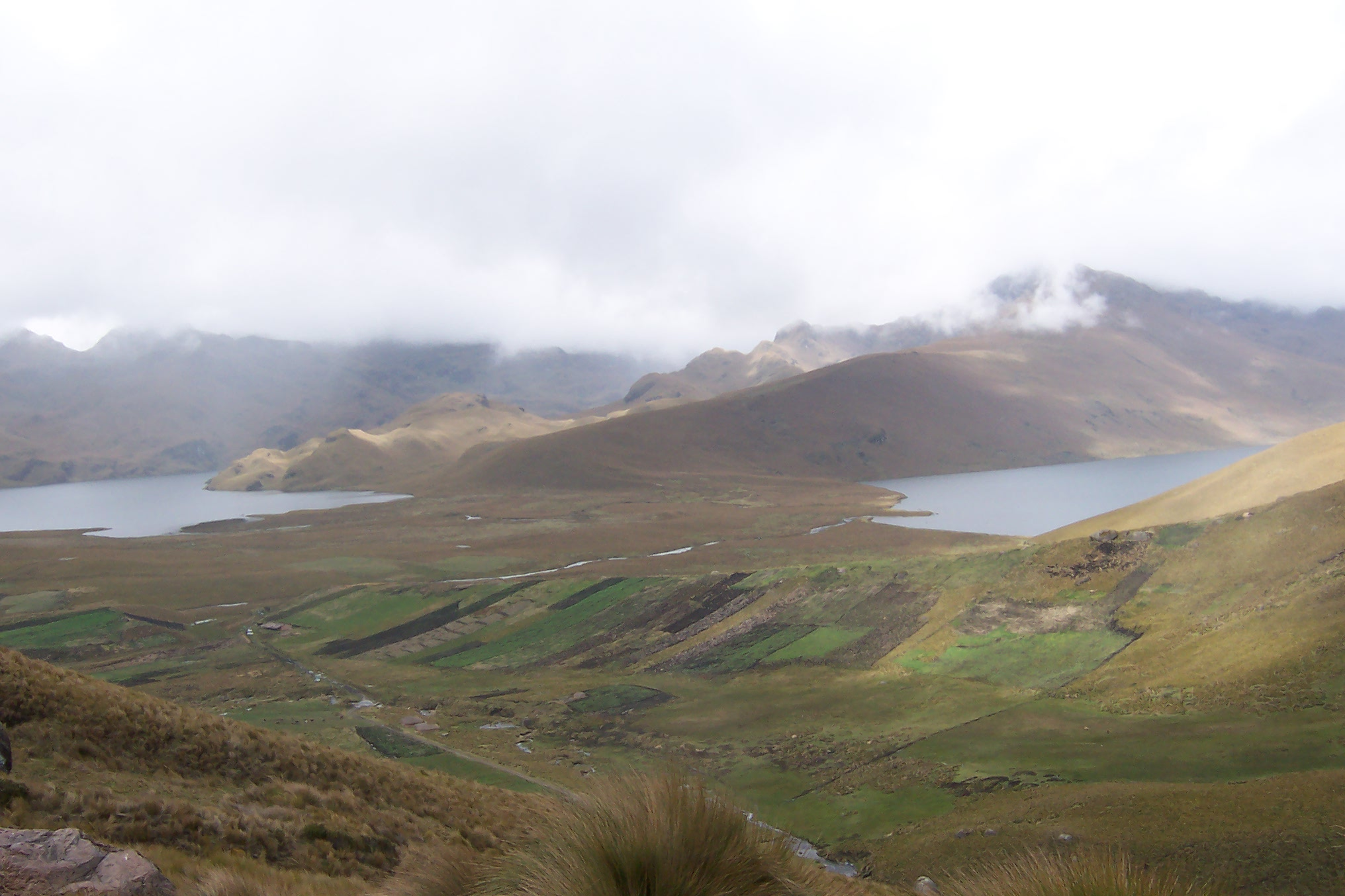
Озёра на территории парка

Хотя парк расположен в тропиках, немного южнее экватора (1° 23′ ю.ш.), из-за высокогорного ландшафта климатические зоны здесь — субтропическая и умеренная. Восточная сторона парка получает большее количество осадков благодаря тому, что воздух, поступающий из Амазонии, охлаждается по мере движения вдоль гор. В северной части наветренной (восточной) стороны парка среднегодовое количество осадков составляет порядка 4827 мм, в южной части этой стороны — около 2414 мм. На другой, подветренной стороне парка в связи с эффектом дождевой тени, вызванным Андами, выпадает относительно небольшое количество осадков, достигающее в среднем 700 мм в год. В этой части сухой сезон обычно начинается в июле — августе, а дождливыми месяцами является период с февраля по апрель. Температура на территории парка достаточно однородная в течение всего года, но есть круглогодичные различия между дневной и ночной температурой примерно в 10°С. Снег выпадает на высоте более 4 800 м над уровнем моря.

## Флора и фауна
Из-за различий в высотах рельефа и климатических зонах флора и фауна парка крайне разнообразны. Растительность варьируется от характерной для альпийских пиков Анд до субтропической, характерной для бассейна Амазонки. Ниже линии постоянного снежного покрова простирается альпийская тундра, ещё ниже располагаются парамосы, где растительность представлена травой, низкорослыми растениями и бамбуковыми. Ниже высоты 3750 м располагается цепь густых лесов, богатых различными видами растений, но на большей высоте это разнообразие уменьшается. В высокогорных районах самые высокие деревья не вырастают более чем на 5 м, в то время как на высоте порядка 2000 м над уровнем моря деревья вырастают до 40 м. Ниже высоты 2000 м над уровнем моря произрастают умеренные дождевые леса.

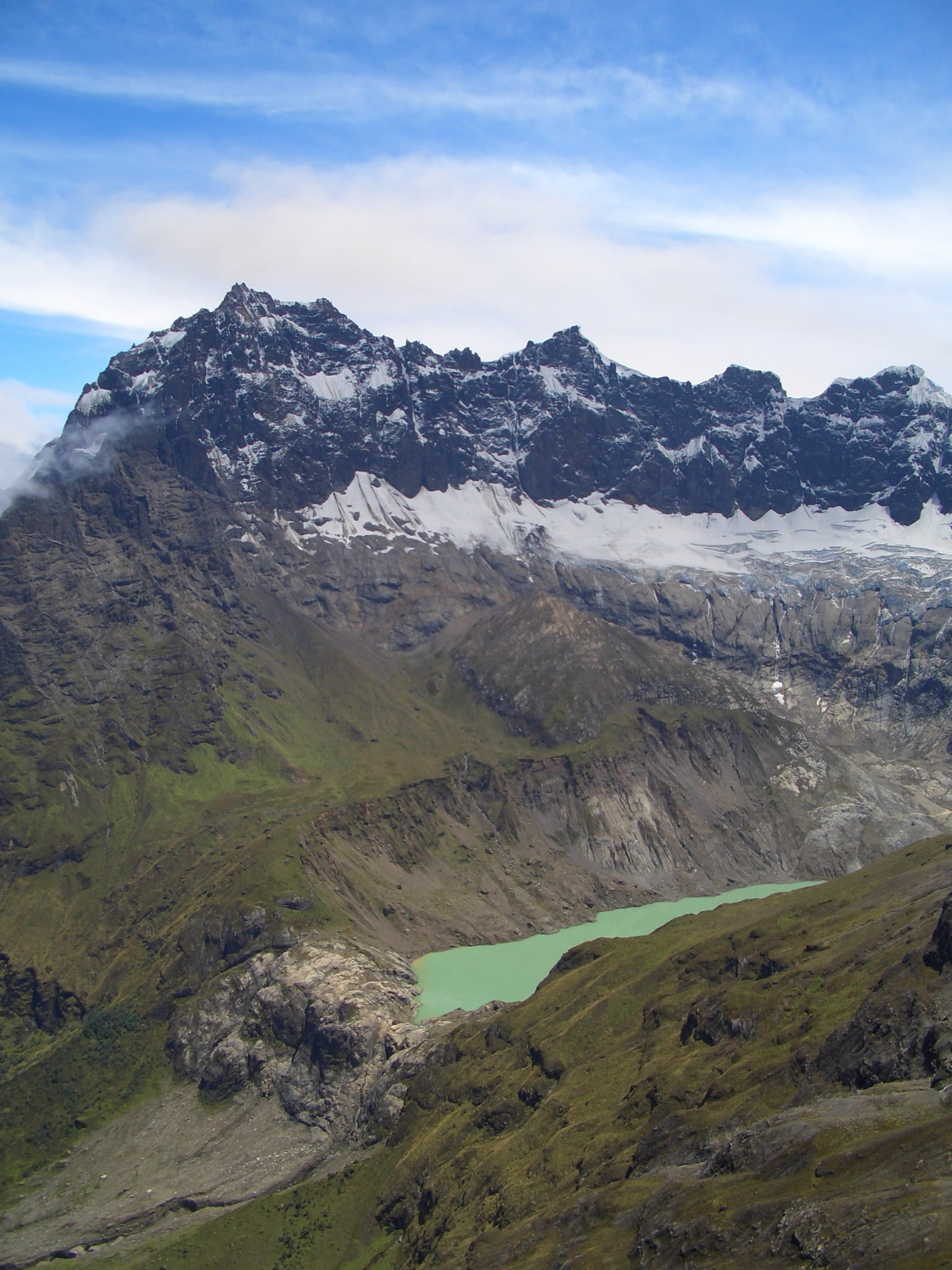
Вулкан Алтар

Фауна также варьируется в зависимости от высоты конкретной области, климата и типа растительности. В высокогорьях обитают пумы, тапиры, андская лисица, морские свинки. Низменности же являются местом обитания таких животных, как очковый медведь, ягуар, оцелот, белохвостый олень, пуду, бразильская выдра. По оценкам, в парке обитает от 400 до 500 видов птиц, в том числе андский кондор.

## Влияние человека
До прихода в данную область в начале XVI века испанских колонизаторов её населяли приблизительно 30 000 индейцев. В настоящее время в парке проживает только несколько сотен жителей — в основном из-за отсутствия доступа к высокогорным районам[уточнить]. Деревни расположены вдоль восточной и западной границ парка, и в том числе по причине их наличия с 1992 до 2005 года ЮНЕСКО включала парк в список объектов Всемирного наследия, находящихся под угрозой, поскольку местные жители занимались неконтролируемыми охотой, рыбалкой, выпасом скота и строительством дорог.